# 라르스 뢰케 라스무센
라르스 뢰케 라스무센(덴마크어: Lars Løkke Rasmussen, 1964년 5월 15일~)은 덴마크의 정치인이며, 제49대, 51대 덴마크의 총리를 역임했다.
코펜하겐 대학교에서 법학 을 전공하였다. 좌파당에서 활동했으며, 1994년 국회의원으로 선출되었다. 2001년 ~ 2007년 내무보건장관으로 재직한 데 이어 2007년부터 재무장관을 맡았다. 재무장관으로 재직하며 대대적인 감세 정책을 펼쳐 주목받았으며, 아네르스 포그 라스무센 총리에 이어 자유당 내 제2인자로 떠올랐다. 아네르스 포그 라스무센 총리가 2009년 4월, 북대서양 조약기구(NATO) 사무총장으로 지명되면서 라르스 뢰케 라스무센은 그 뒤를 이어 자유당 당수직을 물려받은 데 이어, 연정을 구성한 국민당, 보수국민당의 지지를 받아 4월 5일 후임 총리로 지명되었다. 2011년 9월 총선에서 중도우파 연합이 패배하여, 10월 3일 헬레 토르닝슈미트에게 총리직을 인계하고 물러났다. 하지만 2015년 총선에서 헬레 토르닝슈미트 前 총리와 대결 하여 완전 승리하여 총리직을 복귀 성공하여 여왕의 허가를 받고 다시 4년 만에 총리직에 임명되었다.